# カン・エア
カン・エアは、2010年9月24日に運航を開始したタイ王国チェンマイ国際空港を拠点とする航空会社。2017年4月20日以降、航空機のメンテナンスを理由に全便の運航を停止した。

## 定期路線

### 国内線
タイ
- チェンマイ国際空港（チエンマイ県） - メーホンソーン空港（メーホンソーン県）
- チェンマイ国際空港（チエンマイ県） - パーイ空港（メーホンソーン県）
- チェンマイ国際空港（チエンマイ県） - ナーンナコーン空港（ナーン県）
- チェンマイ国際空港（チエンマイ県） - コーンケン空港（コーンケン県）
- チェンマイ国際空港（チエンマイ県） - ウボンラーチャターニー空港（ウボンラーチャターニー県）
- チェンマイ国際空港（チエンマイ県） - ピッサヌローク空港（ピッサヌローク県）
- チェンマイ国際空港（チエンマイ県） - フワヒン空港（プラチュワップキーリーカン県）
- ドンムアン空港（バンコク） - メーソート空港（ターク県）

## 機材

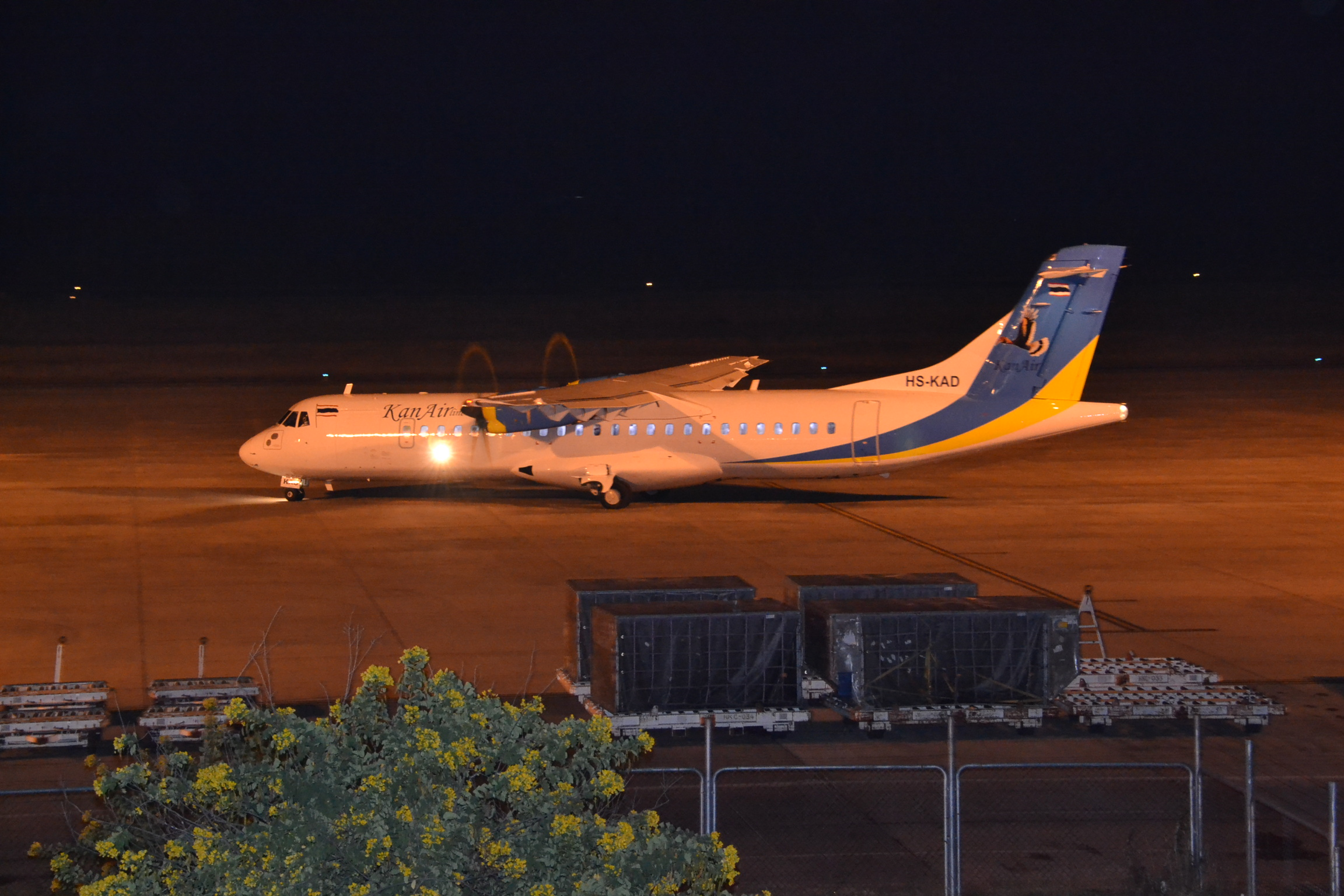
ATR 72-500
2014年12月コーンケン空港

2015年現在の機材:
| 機材                           | 合計 | 座席数 | 備考 |
| ------------------------------ | ---- | ------ | ---- |
| ATR 72                         | 2    | 66     |      |
| セスナ 208B グランドキャラバン | 1    | 12     |      |
| ビーチクラフト プレミアI       | 1    | 6      |      |